# Campagna Soprana
La Campagna Soprana era una delle quattro principali ripartizioni del Principato di Pavia, la più settentrionale di tutte.

## Storia
Il governo spagnolo da pochi anni insediatosi in Lombardia promosse la creazione di rappresentanze oligarchiche locali purché esse si impegnassero nella riscossione fiscale a favore del paese iberico. La Campagna Soprana ricomprese la parte settentrionale del Pavese, delimitata dalla provincia di Milano a nord, dal Vicariato di Settimo ad est, dal capoluogo a sud, e dal Ticino ad ovest. 
Il territorio era suddiviso in quattro delegazioni, ciascuna rappresentata da un deputato nella Congregazione del Principato, il consiglio provinciale dell'epoca, mentre nell'organo esecutivo aveva diritto ad esprimere uno dei quattro sindaci che lo componevano. Con poche modifiche, tale modello di rappresentanza durò per due secoli.